# قطعنامه ۱۹۲۴ شورای امنیت
قطعنامه  ۱۹۲۴ شورای امنیت سازمان ملل متحد که در تاریخ ۲۷ مه ۲۰۱۰ تصویب شد، سندی بین‌المللی دربارهٔ بررسی وضعیت در ساحل عاج است. این قطعنامه طی نشست ۶۳۲۳ام با ۱۵ رای موافق، ۰ مخالف و ۰ ممتنع تصویب شد.